# 't Huys Optenoort
 't Huys Optenoord is een laatgotisch huis op het adres Meipoortstraat 59 in de Gelderse stad Doesburg. Het pand staat op de hoek van de Meipoortstraat en de Bergstraat. Het gebouw is op 23 mei 1966 in het monumentenregister ingeschreven als rijksmonument.

## Geschiedenis
't Huys Optenoord is rond 1500 gebouwd als woning. Ten tijde van de bouw bevond de Meipoort zich nog vlak bij. In 1958 heeft de Vereniging Hendrick de Keyser het pand aangekocht, vijf jaar later liet de vereniging een restauratie uitvoeren. Het voormalige Fotografica Museum Doesburg heeft zes jaar lang in het pand tentoonstellingen gehouden.

## Exterieur
Het gehele pand is opgetrokken uit baksteen. Het dak is een hoog opgetrokken zadeldak. In de laatgotische voorgevel zijn aan de bovenzijde twee geprofileerde rondboognissen aangebracht. Boven de nissen is een trapgevel geplaatst. De traptreden van de voor- en achtergevel zijn afgedekt met ezelsruggen.
De kruisvensters in de pui zijn niet origineel, wel zijn deze gereconstrueerd naar de oude vensters. Tijdens een restauratie in 1960 zijn sporen van de originele vensters gevonden.

## Interieur
De kamer in het voorhuis is ongeveer 75m² groot en vijf en een halve meter hoog. In deze kamer is een insteekverdieping aangebracht, deze is daar in de eerste kwart van de 16e eeuw geplaatst. Ook bevindt zich nog een originele spiltrap in de woning.